# 25 (álbum de A-ha)
25 é um álbum de grandes sucessos da banda norueguesa A-ha. Foi lançado na Noruega em 19 de julho de 2010, na Alemanha e na Europa central em 6 de agosto e no Reino Unido e outras partes da Europa em 4 de outubro. 25 inclui todos os 33 singles da banda (excluindo os singles promocionais "I Wish I Cared", "Birthright", "Waiting for Her", "Lie Down in Darkness", "Maybe, Maybe" e "Love Is Reason", como bem como o single original de 1988 "The Blood That Moves the Body" e a versão ao vivo de 2003 de "The Sun Always Shines on TV"), juntamente com cinco faixas do álbum e o lado B "Cold as Stone" (remix).
O álbum inclui o single final do A-ha, "Butterfly, Butterfly (The Last Hurrah)", que estreou no mundo em 14 de junho de 2010 e foi disponibilizado para download digital em 9 de julho. [1] A versão japonesa apresenta uma lista de faixas diferente, com três faixas escolhidas pelo público japonês. Essa compilação é muito mais abrangente do que qualquer uma das duas compilações anteriores (Headlines and Deadlines - The Hits of A-ha e The Definitive Singles Collection 1984–2004).

## Lista de Faixas

### Compilação

#### Disco Um[1]
1. "Take On Me" – 3:49 de Hunting High and Low
2. "The Blue Sky" – 2:36 de Hunting High and Low
3. "The Sun Always Shines on T.V." – 5:08 de Hunting High and Low
4. "Train of Thought" (7" remix) – 4:15 de Hunting High and Low
5. "Hunting High and Low" (7" remix) – 3:48 de Hunting High and Low
6. "I've Been Losing You" – 4:26 de Scoundrel Days
7. "Scoundrel Days" – 4:00 de Scoundrel Days
8. "The Swing of Things" – 4:15 de Scoundrel Days
9. "Cry Wolf" – 4:06 de Scoundrel Days
10. "Manhattan Skyline" (edit version) – 4:21 de Scoundrel Days
11. "The Living Daylights" – 4:12 de The Living Daylights
12. "Stay on These Roads" – 4:46 de Stay on These Roads
13. "Touchy!" (UK DJ edit) – 3:38 de Stay on These Roads
14. "There's Never a Forever Thing" – 2:51 de Stay on These Roads
15. "You Are the One" (7" remix) – 3:50 de Stay on These Roads
16. "The Blood That Moves the Body" (Two-Time Gun Remix) – 4:08 de Stay on These Roads
17. "Crying in the Rain" – 4:21 de East of the Sun, West of the Moon
18. "Early Morning" – 2:59 de East of the Sun, West of the Moon
19. "Slender Frame" – 3:43 de East of the Sun, West of the Moon
20. "I Call Your Name" (Special DJ edit) – 4:29 de East of the Sun, West of the Moon

#### Disco Dois[1]
1. "Move to Memphis" (single version) – 4:17 de Headlines and Deadlines – The Hits of A-ha
2. "Dark is the Night for All" – 3:45 de Memorial Beach
3. "Cold as Stone" (remix) – 4:33 de Memorial Beach
4. "Angel in the Snow" (edit) – 4:07 de Memorial Beach
5. "Shapes That Go Together" – 4:14 Lançamento único
6. "Summer Moved On" – 4:37 de Minor Earth Major Sky
7. "Minor Earth Major Sky" (Niven's radio edit) – 4:02 de Minor Earth Major Sky
8. "The Sun Never Shone That Day" (radio edit) – 3:31 de Minor Earth Major Sky
9. "Velvet" – 4:20 de Minor Earth Major Sky
10. "Forever Not Yours" – 4:06 de Lifelines
11. "Lifelines" – 4:17 de Lifelines
12. "Did Anyone Approach You?" – 4:11 de Lifelines
13. "Celice" – 3:40 de Analogue
14. "Analogue (All I Want)" – 3:49 de Analogue
15. "Cosy Prisons" (radio mix) – 3:58 de Analogue
16. "Foot of the Mountain" – 3:57 de Foot of the Mountain
17. "Nothing Is Keeping You Here" (single remix) – 3:05 de Foot of the Mountain
18. "Shadowside" (single edit) – 3:31 de Foot of the Mountain
19. "Butterfly, Butterfly (The Last Hurrah)" – 4:10 Antes não lançada

- "Hunting High and Low" (slow version demo) – 3:45 (Faixa bonûs da Amazon Alemanha)[2]
- "Butterfly, Butterfly (The Last Hurrah)" (Steve Osborne Version) – 4:28 (iTunes Deluxe Edition faixa bônus)

### DVD (25: The Videos)
1. "Take On Me" (1985 version)
2. "The Sun Always Shines On T.V."
3. "I`ve Been Losing You" (original version)
4. "Manhattan Skyline"
5. "Stay On These Roads"
6. "Crying In The Rain" (alternate cut)
7. "Dark Is The Night For All" ("banned" version)
8. "Move To Memphis"
9. "Shapes That Go Together"
10. "Angel In The Snow"
11. "Summer Moved On"
12. "Minor Earth, Major Sky"
13. "Lifelines"
14. "Did Anyone Approach You?"
15. "Velvet" (European Cut, a.k.a. "Licking version")
16. "Butterfly, Butterfly (The Last Hurrah)"

Vídeo Bônus
1. "Take On Me" (1984 version)

### Lista de faixas japonesa
A versão japonesa apresenta uma lista de faixas reduzida, sequenciada por ordem cronológica, no entanto, inclui sete faixas não incluídas na versão internacional (indicada por um *):
CD1
1. "Take On Me"
2. "Hunting High and Low (7" remix)
3. "Stay on These Roads"
4. "Foot of the Mountain"
5. "The Sun Always Shines on T.V."
6. "I've Been Losing You"
7. "Summer Moved On"
8. "Crying in the Rain"
9. "Analogue"
10. "Manhattan Skyline" (edit version)
11. "The Swing of Things"
12. "Scoundrel Days"
13. "Rolling Thunder" *
14. "And You Tell Me" *
15. "You Are the One" (7" remix)
16. "The Blue Sky"
17. "The Living Daylights"
18. "Lifelines"
19. "Living a Boy's Adventure Tale" *

CD2
1. "Velvet"
2. "Angel in the Snow" (edit)
3. "Shadowside" (single edit)
4. "Train of Thought" (7" remix)
5. "Out of Blue Comes Green" *
6. "Dark Is the Night for All"
7. "Waiting for Her" *
8. "Here I Stand and Face the Rain" *
9. "The Blood That Moves the Body" (Two-Time Gun remix)
10. "Minor Earth Major Sky" (Niven's radio edit)
11. "Cry Wolf"
12. "The Weight of the Wind" *
13. "Slender Frame"
14. "Move to Memphis" (single version)
15. "Touchy!" (UK DJ edit)
16. "I Call Your Name"
17. "Shapes That Go Together"
18. "Butterfly, Butterfly (The Last Hurrah)"